# Tehachapi Loop

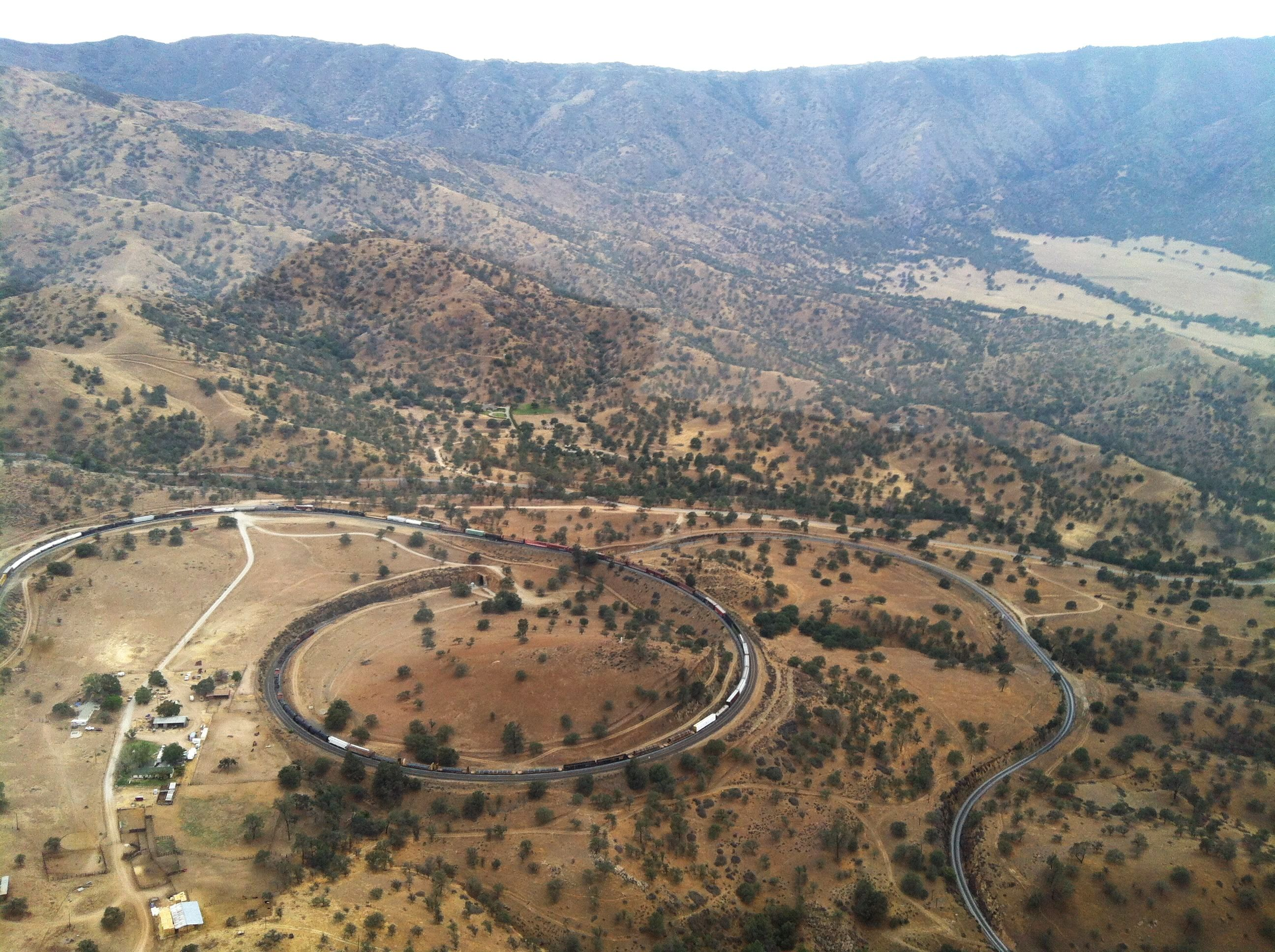
Een luchtfoto van de Tehachapi Loop in Kern County.

De Tehachapi Loop is een 1,17 kilometer lange klimspiraal of helix op een spoorlijn in Kern County, in het zuiden van de Amerikaanse staat Californië tussen de plaatsen Bakersfield en Mojave. 
De spoorlijn werd in gebruik genomen in 1876. Hij loopt over de Tehachapi Pass in de gelijknamige bergketen, waar de spiraal aan een gradiënt van 2% klimt en zo een hoogteverschil van 23 meter overbrugt. Een vrachttrein langer dan 1200 meter (treinen van 115 wagons zijn gebruikelijk) rijdt als het ware over zichzelf heen in de spiraal.
De spoorlijn is enkelspoor met op enkele plaatsen dubbelspoor, zoals ter plekke van de Tehachapi Loop, zodat treinen elkaar kunnen passeren.
De spoorlijn behoort toe aan de Union Pacific Railroad, maar ook andere spoorwegondernemingen zoals BNSF en Amtrak maken gebruik van de spiraal. Dagelijks rijden er gemiddeld bijna 40 treinen per dag over de lijn.
Onder andere door het bijzondere landschap is de Tehachapi Loop een geliefde plaats voor treinliefhebbers. In 1998 werd de Loop erkend als een National Historic Civil Engineering Landmark. De plaats is tevens een California Historical Landmark.